# Tinderbox (Stiff Little Fingers)
Tinderbox è un album del gruppo punk rock Stiff Little Fingers pubblicato nel giugno 1997 da Spitfire Records.

## Tracce
1. You Never Hear the One That Hits You (Burns) – 2:53
2. (I Could Be) Happy Yesterday (Burns) – 4:06
3. Tinderbox (Burns) – 3:57
4. Dead of Night (Burns) – 5:20
5. The Message (The Furious Five e Grandmaster Flash) – 3:06
6. My Ever Changing Moral Stance (Burns) – 2:48
7. Hurricane (Burns) – 4:25
8. You Can Move Mountains (Burns, Foxton) – 4:16
9. A River Flowing (Burns) – 3:25
10. You Don't Believe in Me (Burns) – 3:24
11. In Your Hands (Burns) – 4:00
12. Dust in My Eyes (Burns, Foxton) – 2:43
13. Roaring Boys (Part One) (Burns) – 4:27
14. Roaring Boys (Part Two) (Burns) – 6:05